# Fachhochschule (Schweiz)
Die Fachhochschule (FH) ist eine Hochschulform, die Lehre und Forschung auf wissenschaftlicher Grundlage mit anwendungsorientiertem Schwerpunkt betreibt.

## Fachhochschule
Lange waren in der Schweiz die Höhere Wirtschafts- und Verwaltungsschule (HWV), die Höhere Technische Lehranstalt (HTL, Ingenieurschule, kurz Technikum genannt) sowie die höhere Fachschulen für Gestaltung (HFG) die einzige mögliche höhere («akademische») Weiterbildung nach einer Berufslehre. Mit dem am 6. Oktober 1995 in Kraft gesetzten Fachhochschulgesetz des Bundes wurden diese rund 70 höheren Fachschulen in 7 (organisatorische) Fachhochschulen (französisch Haute école spécialisée HES, italienisch Scuola universitaria professionale) zusammengefasst.

## Voraussetzungen und Abschlüsse
Die Voraussetzung zu einem FH-Studium ist eine abgeschlossene Berufslehre mit Berufsmatura oder eine abgeschlossene Matura mit einem Praxisjahr im entsprechenden Bereich. Bei vielen FH-Studiengängen kann – ein Lehrabschluss vorausgesetzt – eine Zulassung auch durch das Bestehen einer Aufnahmeprüfung erreicht werden, die dem Niveau der Berufsmatura entspricht. Gewisse Studiengänge verlangen nebst den allgemeinen Voraussetzungen auch das Bestehen einer studiengangspezifischen Eignungsprüfung. Der Abschluss einer Höheren Fachschule oder das Bestehen der Höheren Fachprüfung ermöglicht ebenfalls den Zugang zur Fachhochschule.
Durch die Integration in den Bologna-Prozess starteten an den Schweizer Fachhochschulen im Herbst 2005 erstmals Bachelorstudiengänge. Einzelne Masterstudiengänge wurden eingeführt; die meisten stehen seit dem Herbst 2008 zur Verfügung. Bis dahin wurde der Titel eines Ingenieurs FH oder der Name des Studienganges mit angefügtem FH verliehen. Für den nachträglichen Erwerb des Fachhochschultitels wurde keine Frist festgelegt. Die altrechtlichen Titel bleiben auch nach der Umstellung auf das Bachelor-Master-System geschützt. Inhaber altrechtlicher Diplome dürfen seit 1. Januar 2009 zusätzlich den entsprechenden Bachelor-Titel tragen.

## Listen der Fachhochschulen
- Liste der Hochschulen in der Schweiz